# Atlantische gemengde bossen
De Atlantische gemengde bossen (Engels: Atlantic mixed forests) vormen een ecoregio van de Atlantische kusten van West-Europa. De ecoregio is onderdeel van de WNF-bioom gematigd loofbos of gemengd bos.
Deze ecoregio omvat van oorsprong gemengde naald- en loofbossen, duinvegetatie en heidevegetatie op zandige bodems. Heden ten dage zijn nog slechts fragmenten van deze oorspronkelijke vegetatie te vinden, het grootste deel ervan is lang geleden omgezet in intensief beheerd landbouwgebied en weilanden.
Atlantische gemengde bossen zijn in de regel een soortenrijke plantengroei, met een aantal endemische soorten. Ook de vogelfauna is zeer divers, met alleen al in Nederland meer dan 440 soorten. De meeste zoogdieren van deze ecoregio zijn ook elders in Europa te vinden, maar de zoogdierenfauna omvat talrijke Rode Lijst-soorten als de otter, de Europese nerts en verschillende vleermuizensoorten.

## Kenmerken

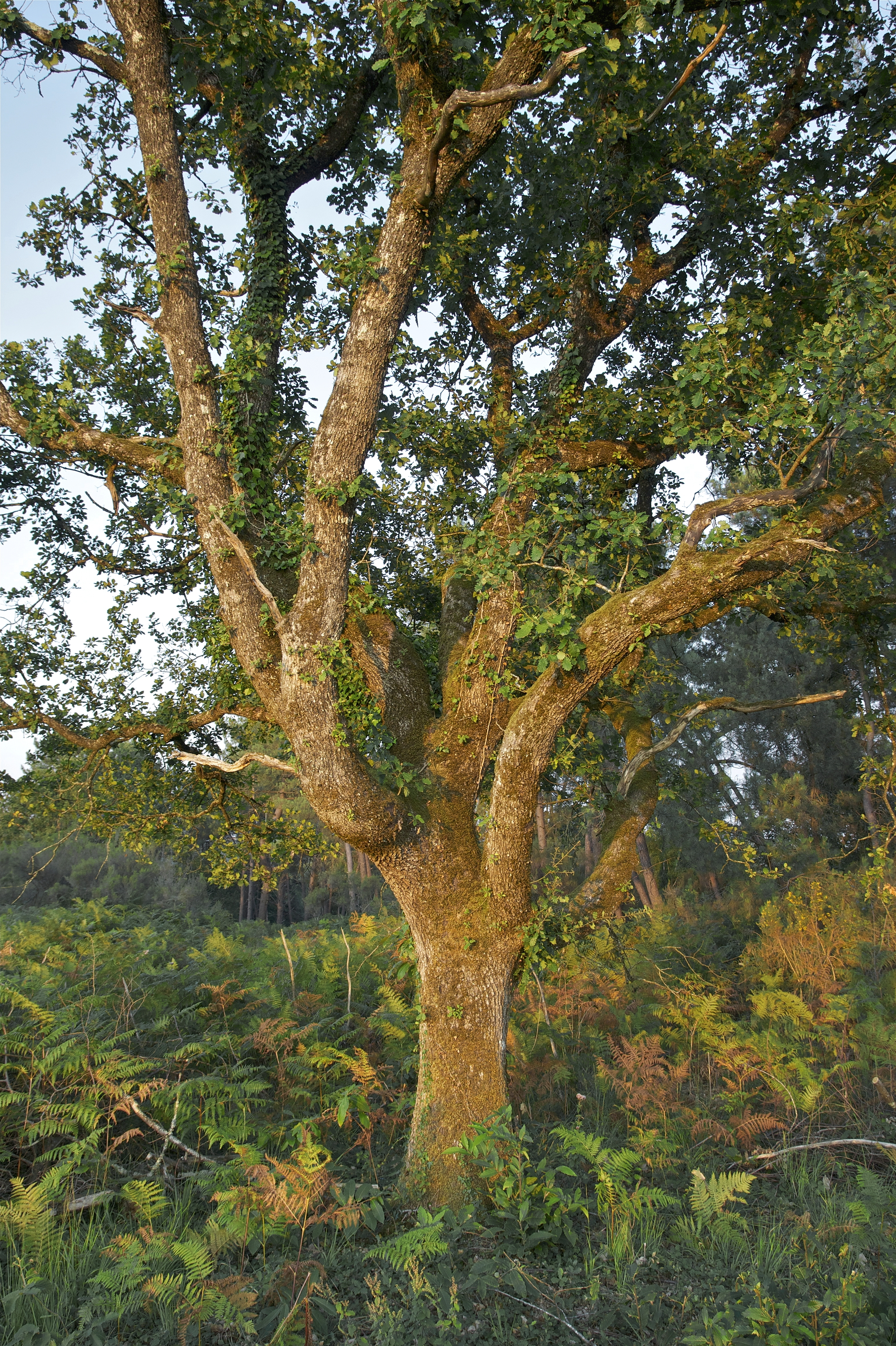
Beuken-eikenbos

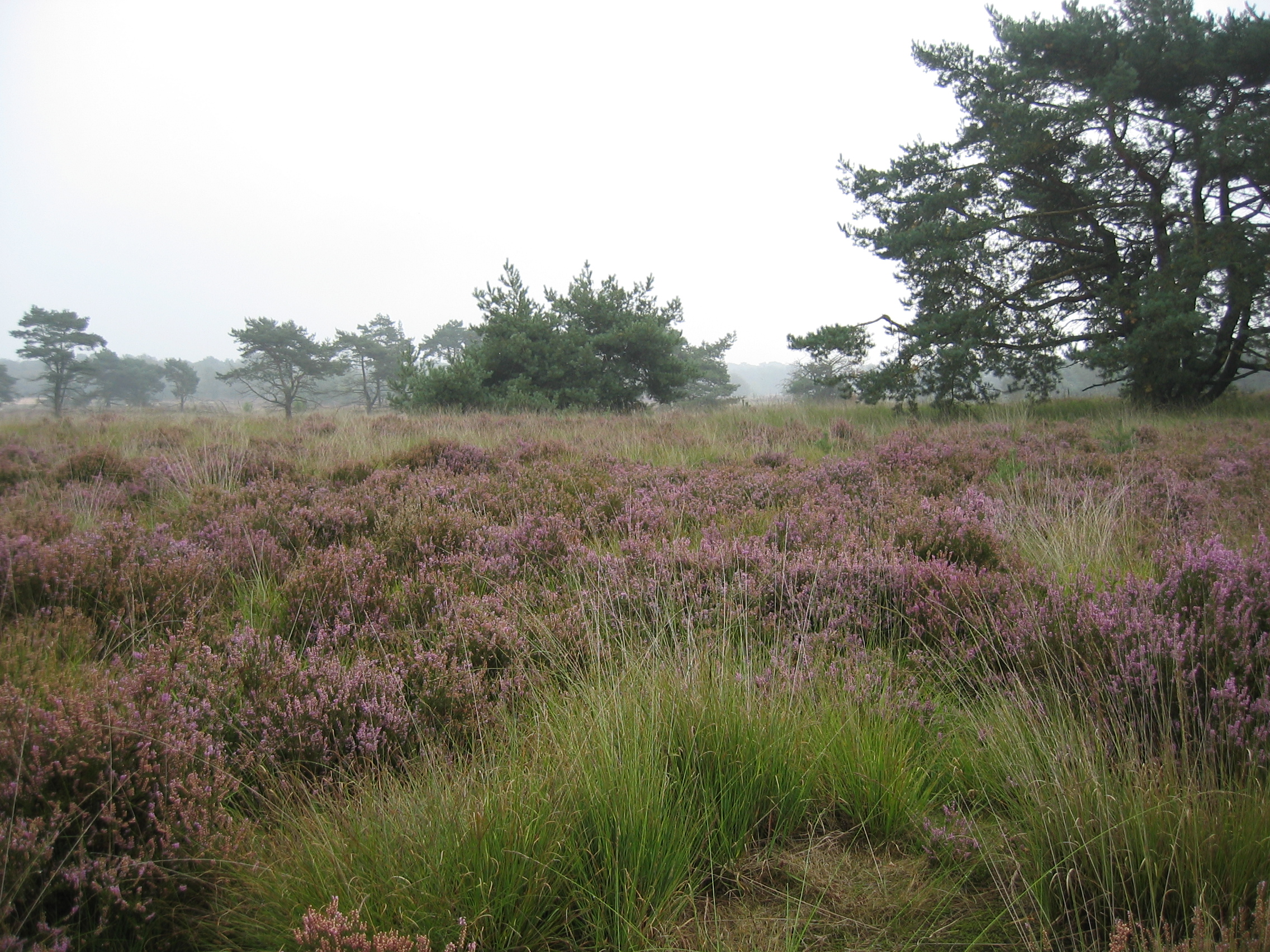
Associatie van struikhei en stekelbrem

### Algemeen
De ecoregio van de Atlantische gemengde bossen bevindt zich op de westelijke kusten van het Europese continent. De oostgrens is niet duidelijk zichtbaar, maar wordt bepaald door het geleidelijk vervangen van oceanische door continentale soorten die de West-Europese loofbossen domineren. Geografisch bestaat het overwegend uit sedimentaire bekkens en laaglanden, met uitzondering van de heuvels van het Armoricaans Massief in Bretagne. De ecoregio kent tientallen grote laaglandrivieren en -stromen, zoals de Gironde, Loire, Seine, Schelde, Rijn, Eems, Wezer en Elbe.
De gemiddelde jaarlijkse temperaturen binnen de ecoregio liggen tussen 9° en 12°C, de jaarlijkse neerslag tussen 700 en 1.000 mm. Temperatuur en neerslag zijn daarmee geen limitatieve factoren voor de biodiversiteit. De bodem is overwegend zuur.

### Plantengemeenschappen
De oorspronkelijke begroeiing van de ecoregio zijn bosgemeenschappen van de klasse van eiken- en beukenbossen op voedselarme grond, zoals het berken-eikenbos en het beuken-eikenbos met de zomereik (Quercus robur) als dominante soort. Verder naar het zuiden wordt deze vervangen door ander eikensoorten als de wintereik (Q. petraea) en de donzige eik (Q. pubescens). Door menselijke activiteiten zijn de meeste natuurlijke bossen echter verdwenen en/of vervangen door naaldbossen, zodat het moeilijk is een biogeografische grens te trekken.
Langsheen de kustlijn zijn hier en daar nog natuurlijke droge heiden te vinden, aangepast aan de plaatselijke omstandigheden met veel wind en spatwater. Verder zijn de meeste natuurlijke bossen door de mens omgezet in vegetaties van de klasse van droge heiden, zoals de associatie van struikhei en stekelbrem.
Zandduinsystemen zijn nu nog te vinden aan de zuidwestelijke kust van Frankrijk, vooral in de Landes, met natuurlijke en aangeplante bossen van de zeeden met een zeer diverse ondergroei met een aantal endemische soorten.
| Ecoregio                     | Ecoregio                    | Ecoregio | Ecoregio | Ecoregio      | Ecoregio | Ecoregio | Ecoregio | Ecoregio | Ecoregio | Ecoregio                    | Ecoregio             | Ecoregio             | Ecoregio                    | Ecoregio             |
| Bioom→                       | 01                          | 02       | 03       | 04            | 05       | 06       | 07       | 08       | 09       | 10                          | 11                   | 12                   | 13                          | 14                   |
| ↓Ecozone                     | 01                          | 02       | 03       | 04            | 05       | 06       | 07       | 08       | 09       | 10                          | 11                   | 12                   | 13                          | 14                   |
| ---------------------------- | --------------------------- | -------- | -------- | ------------- | -------- | -------- | -------- | -------- | -------- | --------------------------- | -------------------- | -------------------- | --------------------------- | -------------------- |
| Palearctisch gebied (PA)     |                             |          |          | PA0401 PA0402 | PA0501   | PA0601   |          | PA0814   |          |                             | PA1101 PA1110        |                      | PA1308                      |                      |
| Nearctisch gebied (NA)       |                             |          |          |               |          |          |          |          |          |                             | NA1112 NA1113        |                      |                             |                      |
| Afrotropisch gebied (AT)     | AT0117 AT0118               | AT0202   |          |               |          |          | AT0717   |          | AT0905   | AT1003 AT1004 AT1011 AT1012 | —                    | AT1201 AT1202 AT1203 | AT1311 AT1312 AT1321 AT1322 | AT1402 AT1404 AT1405 |
| Neotropisch gebied (NT)      | NT0125 NT0149 NT0169        |          |          | NT0404        |          |          | NT0707   |          |          |                             | —                    |                      | NT1302                      | NT1411               |
| Oriëntaals gebied (IM)       |                             |          |          |               | IM0502   |          |          |          |          |                             |                      |                      |                             |                      |
| Australaziatisch gebied (AA) | AA0101 AA0111 AA0112 AA0113 |          |          |               |          |          | AA0708   |          |          |                             | AA1101               |                      |                             |                      |
| Oceanisch gebied (OC)        |                             | OC0201   |          |               |          |          |          |          |          |                             | —                    |                      |                             |                      |
| Antarctisch gebied (AN)      | —                           | —        | —        | —             | —        | —        | —        | —        | —        | —                           | AN1101 AN1103 AN1104 | —                    | —                           | —                    |